# トゥオモ・ラッシーラ
トゥオモ・ラッシーラ（トゥオモ・オッリンポイカ・ラッシラ、Tuomo Ollinpoika Lassila、1965年 - ）は、フィンランド生まれの音楽家。
ギタリストのスタファン・ストロールマン、ベーシストのユルキ・レントンと3名でフィンランドのヘヴィメタルバンドであるストラトヴァリウスを結成したオリジナルメンバーであり、バンド名の名付け親である。
1981年にストラトヴァリウスの前身バンドである「BLACK WATER」に参加し、ストラトヴァリウスには1984年の結成当時から1995年まで在籍していた。1985年まではドラムスとヴォーカルを担当。1982年から1995年まではドラムに専念していた。1995年のアルバム『フォース・ディメンション』収録後にキーボーディストのアンティ・イコーネンと共に音楽性の違いや人間関係を理由に脱退している（正式には解雇）。また2000年まで、ティモ・トルキのソロプロジェクトに参加していた。
ストラトヴァリウス脱退後の1998年にはプログレッシヴメタル/ハードロックバンドのコンクエストを結成。1枚のアルバムに参加し、2002年に解散した。
また、1997年にはシベリウス・アカデミーの打楽器プレーヤーとなり、2002年にはロハヤ・フィルハーモニー管弦楽団のドラム担当として正式雇用されている。同年には前述のコンクエストが解散しており、以後はヘヴィメタルから遠ざかる。現在はヘルシンキ音楽院でフルートを学んでいる。2004年ごろにはアンティ・イコーネンらと「Cartes Art Machine」という音楽プロジェクトも行っていた。
2011年に新メンバーを加えて、コンクエストを再結成しアルバムをリリースしている。また、2012年よりティモ・トルキのソロプロジェクトにアンティ・イコーネンと共に参加することになった。

## ディスコグラフィ
Storatovarius
- フライト・ナイト - 1989年
- トワイライト・タイム - 1992年
- ドリームスペース - 1993年
- フォース・ディメンション - 1994年

Timo Tollki
- Classical Variations and Themes - 1994年

Conquest
- Worlds Apart - 1999年
- The Harvest - 2011年